# Rugby World Magazine
Rugby World Magazine est un magazine hebdomadaire spécialisé sur le rugby à XV publié chaque mois avec des versions et des adaptations par régions. Longtemps considéré comme le leader du secteur, le magazine a bénéficié de l'intérêt croissant généré par la coupe du monde de rugby à XV 2003.

## Classement des personnalités les plus influentes du rugby mondial

### 2016
En août 2016, Rugby World Magazine établit un classement des 50 personnalités les plus influentes du rugby mondial.
| Classement | Personnalité    |
| ---------- | --------------- |
| 1          | Agustín Pichot  |
| 2          | Eddie Jones     |
| 3          | Steve Hansen    |
| 4          | Bill Beaumont   |
| 5          | Paul Goze       |
| 6          | Dan Carter      |
| 7          | Fikile Mbalula  |
| 8          | Mark McCafferty |
| 9          | David Pocock    |
| 10         | Nigel Melville  |

### 2018
En août 2018, Rugby World Magazine établit un nouveau classement des 50 personnalités les plus influentes du rugby mondial.
| Classement | Personnalité   |
| ---------- | -------------- |
| 1          | Agustín Pichot |
| 2          | Rassie Erasmus |
| 3          | Mohed Altrad   |